# Stanislav Shopov
Stanislav Shopov (Plovdiv, 23 de febrero de 2002) es un futbolista búlgaro que juega en la demarcación de centrocampista para el NK Osijek de la Primera Liga de Croacia.

## Selección nacional
Tras jugar en varias categorías inferiores de la selección, finalmente hizo su debut con la selección de fútbol de Bulgaria en un partido de clasificación para la Eurocopa 2024 contra Hungría que finalizó con un resultado de 3-0 tras los goles de Bálint Vécsei, Dominik Szoboszlai y Martin Ádám.

## Clubes
| Club           | País         | Año       | Partidos | Goles |
| -------------- | ------------ | --------- | -------- | ----- |
| Botev Plovdiv  | Bulgaria     | 2018-2020 | 45       | 1     |
| SC Heerenveen  | Países Bajos | 2020-2022 | 1        | 0     |
| PFC CSKA Sofia | Bulgaria     | 2022-2025 | 106      | 10    |
| NK Osijek      | Croacia      | 2025-     |          |       |